# Pierre Fehlmann
Pour les articles homonymes, voir Fehlmann.
Pierre Fehlmann, né en 1942 à Morges, est un navigateur suisse, célèbre par ses participations aux courses autour du monde. 

## Palmarès
- 1962 Champion d'Europe en Vaurien
- 1967 Champion du monde en 505
- 1977-78 4e de la Whitbread (course autour du monde) avec Disque d'Or
- 1981-82 4e de la Whitbread avec Disque d'Or 3
- 1984 2e de la Transat Québec-Saint-Malo (monocoques) avec Meccarillos
- 1985-86 Meilleur temps réel de la Whitbread avec UBS - Switzerland
- 1987 Vainqueur de Lorient-St Pierre & Miquelon-Lorient
- 1988 Vainqueur de la Discovery Race
- 1989 Vainqueur de Lorient - St Barth
- 1989-90 3e de la Whitbread avec Merit
- 1992 Vainqueur de la TAG-Heur Maxi Yacht Word Cup
  - Vainqueur de San Pellegrino Trophy
  - Vainqueur de Transat Québec-Saint-Malo (monocoques)
  - Second de la Discovery Race

- 1993 Vainqueur de la Spendrups Big Boat Cup
  - Second de l'Open UAP
  - 3e de la Fastnet Race

- 1993-94 3e de la Whitbread avec Merit Cup
- 1995 Vainqueur de l'Open UAP
- 2007 Président d'honneur du Club Nautique Morgien (CNM)

## Club
- Club Nautique Morgien (C.N.M.). Club de navigation à voile de Morges - Suisse